# Apis mellifera iberiensis
La abeja española o abeja ibérica (Apis mellifera iberiensis)  es una subespecie de abeja doméstica de la península ibérica.

## Características
Son abejas de color oscuro, de bajo nivel de enjambrazón y gran vigor, su comportamiento es algo nervioso y agresivo. Estudiados los grupos de abejas de Portugal no se aprecian grandes diferencias entre las distintas localizaciones geográficas. Estudios morfométricos de poblaciones de abejas de Asturias y la submeseta norte indicaron que la Cordillera Cantábrica produce aislamiento permitiendo identificar diferencias entre poblaciones. Es la abeja habitualmente usada por los apicultores en España.[cita requerida]

## Genética
La genética de esta subespecie revela una historia evolutiva compleja. Para entenderla, es importante conocer tres conceptos clave: los cromosomas (estructuras que contienen el ADN), los microsatélites (regiones variables del ADN que ayudan a diferenciar poblaciones) y los haplotipos (combinaciones específicas de genes que se heredan juntos y permiten rastrear orígenes). El análisis de estos elementos revela que la subespecie es híbrida, con una mezcla de linajes africanos y europeos.
El estudio de los haplotipos muestra que cinco de ellos se corresponden con linajes evolutivos africanos, mientras que uno se asocia al linaje europeo occidental (Apis mellifera mellifera). Esto sugiere que el componente genético norteafricano es predominante en el sur de la península ibérica, pero se diluye hacia el norte, siendo reemplazado por el linaje europeo.
La variabilidad genética analizada a través de los microsatélites de los cromosomas muestra similitudes con las poblaciones africanas en cuanto al número de alelos y la diversidad genética. Esto refuerza la idea de una estrecha relación genética entre las abejas de Andalucía y el norte de África.
Sin embargo, es importante destacar que los resultados de los microsatélites varían entre provincias. En Cádiz, por ejemplo, la homogeneidad de haplotipos contrasta con la variabilidad de microsatélites, lo que sugiere que ha habido eventos recientes de introgresión (introducción de genes de otras poblaciones) desde poblaciones africanas cuyo origen aún se investiga.
Estudios adicionales han identificado linajes de abejas negras europeas en la península ibérica, incluyendo los haplotipos M7 y M3. La relación filogenética entre estos linajes podría representarse como M6 > M3 > M7 > M7. Asimismo, se ha detectado la secuencia M8 > M8, derivada de M4, un haplotipo común en Francia (M6 > M4 > M4> M4``). Todos los haplotipos M parecen descender de M6, mientras que M5 y M8 derivan de M4, y M9 de M4. En la península ibérica también se han encontrado los haplotipos M10, M12 y M30.
En cuanto a los linajes ibéricos de origen africano, se ha identificado que descienden del haplotipo A20. Específicamente, se han encontrado los haplotipos A11 > A16 y A21 en Portugal. La secuencia evolutiva podría representarse como "A20" > A11 > A14 > A15 (este último presente en las Islas Canarias).
También se han identificado linajes africanos descendientes de A8 en la península ibérica, siendo comunes los haplotipos A1 > A2 > A3 y A12 (encontrado en Portugal). Curiosamente, el haplotipo A4, característico de Apis mellifera scutellata del sur de África, deriva del haplotipo A2.